# Eugène Villejean
Eugène Villejean est un médecin et un homme politique français né le 22 janvier 1850 à Ancy-le-Franc (Yonne) et mort le 22 mars 1930 à Andrésy.

## Biographie
Pharmacien des hôpitaux Trousseau, Lariboisière puis de l'Hôtel-Dieu de Paris, il est docteur en médecine en 1886 et professeur agrégé de toxicologie à la faculté de médecine de Paris. Il est député de l'Yonne de 1895 à 1910, siégeant au groupe de la Gauche radicale. Il est président de la commission de l'hygiène de 1902 à 1910. 

## Sources
- « Eugène Villejean », dans le Dictionnaire des parlementaires français (1889-1940), sous la direction de Jean Jolly, PUF, 1960 [détail de l’édition]